# Statistiche e record del F.C. Trapani 1905
Nella presente pagina sono riportate le statistiche nonché record riguardanti il Football Club Trapani 1905, società calcistica italiana a responsabilità limitata con sede a Trapani.

## Partecipazioni

### Campionati nazionali
- Dati aggiornati fino alla stagione 2023-2024

| Livello | Categoria                           | Partecipazioni | Debutto   | Ultima stagione | Totale |
| ------- | ----------------------------------- | -------------- | --------- | --------------- | ------ |
| 1º      | Prima Divisione                     | 1              | 1921-1922 | 1921-1922       | 1      |
| 2º      | Serie B                             | 5              | 2013-2014 | 2019-2020       | 5      |
| 3º      | Prima Divisione                     | 3              | 1932-1933 | 1934-1935       | 33     |
| 3º      | Serie C                             | 25             | 1942-1943 | 2018-2019       | 33     |
| 3º      | Serie C1                            | 3              | 1994-1995 | 1996-1997       | 33     |
| 3º      | Lega Pro Prima Divisione            | 2              | 2011-2012 | 2012-2013       | 33     |
| 4º      | Promozione                          | 2              | 1950-1951 | 1951-1952       | 24     |
| 4º      | IV Serie                            | 5              | 1952-1953 | 1956-1957       | 24     |
| 4º      | Campionato Interregionale - 1ª Cat. | 1              | 1957-1958 | 1957-1958       | 24     |
| 4º      | Serie D                             | 5              | 1970-1971 | 2023-2024       | 24     |
| 4º      | Serie C2                            | 10             | 1978-1979 | 1999-2000       | 24     |
| 4º      | Lega Pro Seconda Divisione          | 1              | 2010-2011 | 2010-2011       | 24     |
| 5º      | Serie D                             | 8              | 1979-1980 | 2009-2010       | 15     |
| 5º      | Campionato Interregionale           | 6              | 1981-1982 | 1991-1992       | 15     |
| 5º      | Campionato Nazionale Dilettanti     | 1              | 1992-1993 | 1992-1993       | 15     |

### Campionati regionali
| Livello          | Categoria            | Partecipazioni | Debutto   | Ultima stagione | Totale |
| ---------------- | -------------------- | -------------- | --------- | --------------- | ------ |
| 1º               | Seconda Divisione    | 1              | 1931-1932 | 1931-1932       | 10     |
| 1º               | I Divisione          | 5              | 1935-1936 | 1945-1946       | 10     |
| 1º               | Eccellenza           | 4              | 2000-2001 | 2007-2008       | 10     |
| 2º               | III Divisione        | 1              | 1930-1931 | 1930-1931       | 1      |
| altri campionati |                      |                |           |                 |        |
|                  | Campionato Siciliano | 2              | 1944      | 1945            | 2      |

### Coppe nazionali
- Dati aggiornati fino alla stagione 2023-2024.

| Competizione                    | Partecipazioni | Debutto   | Ultima stagione |
| Coppa Italia                    | 12             | 1958-1959 | 2019-2020       |
| Coppa Italia Semiprofessionisti | 7              | 1972-1973 | 1978-1979       |
| Coppa Italia di Serie C         | 13             | 1985-1986 | 2018-2019       |
| Coppa Italia Lega Pro           | 3              | 2010-2011 | 2012-2013       |
| Coppa Italia Dilettanti         | 5              | 1981-1982 | 1991-1992       |
| Coppa Italia Serie D            | 9              | 2002-2003 | 2023-2024       |

## Bilancio incontri[1]

### Campionati
- Dati aggiornati fino alla stagione 2015-2016.

|         |                                 | statistiche 1946-47/2015-16 - stagione regolare | statistiche 1946-47/2015-16 - stagione regolare | statistiche 1946-47/2015-16 - stagione regolare | statistiche 1946-47/2015-16 - stagione regolare | statistiche 1946-47/2015-16 - stagione regolare | statistiche 1946-47/2015-16 - stagione regolare | statistiche 1946-47/2015-16 - stagione regolare | statistiche 1994-95/2015-16 - play-off | statistiche 1994-95/2015-16 - play-off | statistiche 1994-95/2015-16 - play-off | statistiche 1994-95/2015-16 - play-off | statistiche 1994-95/2015-16 - play-off | statistiche 1994-95/2015-16 - play-off | statistiche 1994-95/2015-16 - play-out | statistiche 1994-95/2015-16 - play-out | statistiche 1994-95/2015-16 - play-out | statistiche 1994-95/2015-16 - play-out | statistiche 1994-95/2015-16 - play-out | statistiche 1994-95/2015-16 - play-out |
| Livello | Categoria                       | Punti                                           | Partite                                         | Vinte                                           | Paregg.                                         | Perse                                           | Gol fatti                                       | Gol subiti                                      | Partite                                | Vinte                                  | Paregg.                                | Perse                                  | Gol fatti                              | Gol subiti                             | Partite                                | Vinte                                  | Paregg.                                | Perse                                  | Gol fatti                              | Gol subiti                             |
| A       | Prima Divisione                 | 0                                               | 10                                              | 0                                               | 0                                               | 10                                              | 3                                               | 34                                              | -                                      | -                                      | -                                      | -                                      | -                                      | -                                      | -                                      | -                                      | -                                      | -                                      | -                                      | -                                      |
| B       | Serie B                         | 183                                             | 126                                             | 47                                              | 40                                              | 37                                              | 178                                             | 171                                             | 4                                      | 2                                      | 1                                      | 1                                      | 4                                      | 3                                      | -                                      | -                                      | -                                      | -                                      | -                                      | -                                      |
| C       | Serie C                         | 751                                             | 764                                             | 250                                             | 257                                             | 257                                             | 708                                             | 709                                             | -                                      | -                                      | -                                      | -                                      | -                                      | -                                      | -                                      | -                                      | -                                      | -                                      | -                                      | -                                      |
| C       | Lega Pro Prima Divisione        | 124                                             | 66                                              | 35                                              | 19                                              | 12                                              | 117                                             | 73                                              | 4                                      | 0                                      | 3                                      | 1                                      | 4                                      | 6                                      | -                                      | -                                      | -                                      | -                                      | -                                      | -                                      |
| C       | Serie C1                        | 129                                             | 102                                             | 32                                              | 33                                              | 37                                              | 90                                              | 110                                             | 2                                      | 1                                      | 0                                      | 1                                      | 1                                      | 1                                      | 4                                      | 1                                      | 2                                      | 1                                      | 3                                      | 3                                      |
| C       | Lega Pro Seconda Divisione      | 58                                              | 30                                              | 17                                              | 8                                               | 5                                               | 45                                              | 24                                              | 4                                      | 2                                      | 1                                      | 1                                      | 7                                      | 4                                      | -                                      | -                                      | -                                      | -                                      | -                                      | -                                      |
| C       | Serie C2                        | 351                                             | 340                                             | 96                                              | 119                                             | 125                                             | 310                                             | 330                                             | 2                                      | 0                                      | 1                                      | 1                                      | 1                                      | 2                                      | -                                      | -                                      | -                                      | -                                      | -                                      | -                                      |
| C       | Totale Serie C                  | 1416                                            | 1302                                            | 430                                             | 436                                             | 436                                             | 1270                                            | 1246                                            | 12                                     | 3                                      | 5                                      | 4                                      | 13                                     | 13                                     | 4                                      | 1                                      | 2                                      | 1                                      | 3                                      | 3                                      |
| D       | Promozione                      | 62                                              | 58                                              | 23                                              | 16                                              | 19                                              | 83                                              | 70                                              | -                                      | -                                      | -                                      | -                                      | -                                      | -                                      | -                                      | -                                      | -                                      | -                                      | -                                      | -                                      |
| D       | IV Serie d'Eccellenza           | 214                                             | 190                                             | 80                                              | 54                                              | 56                                              | 290                                             | 205                                             | -                                      | -                                      | -                                      | -                                      | -                                      | -                                      | -                                      | -                                      | -                                      | -                                      | -                                      | -                                      |
| D       | Serie D                         | 434                                             | 342                                             | 134                                             | 88                                              | 120                                             | 387                                             | 350                                             | -                                      | -                                      | -                                      | -                                      | -                                      | -                                      | 2                                      | 1                                      | 0                                      | 1                                      | 1                                      | 1                                      |
| D       | Interregionale                  | 243                                             | 188                                             | 93                                              | 57                                              | 38                                              | 267                                             | 141                                             | -                                      | -                                      | -                                      | -                                      | -                                      | -                                      | -                                      | -                                      | -                                      | -                                      | -                                      | -                                      |
| D       | Campionato Nazionale Dilettanti | 54                                              | 34                                              | 21                                              | 12                                              | 1                                               | 61                                              | 18                                              | -                                      | -                                      | -                                      | -                                      | -                                      | -                                      | -                                      | -                                      | -                                      | -                                      | -                                      | -                                      |
| D       | Totale Serie D                  | 1007                                            | 812                                             | 351                                             | 227                                             | 234                                             | 1088                                            | 784                                             | -                                      | -                                      | -                                      | -                                      | -                                      | -                                      | 2                                      | 1                                      | 0                                      | 1                                      | 1                                      | 1                                      |
| E       | Eccellenza                      | 137                                             | 92                                              | 41                                              | 22                                              | 29                                              | 120                                             | 98                                              | 2                                      | 2                                      | 0                                      | 0                                      | 4                                      | 0                                      | 3                                      | 2                                      | 0                                      | 1                                      | 8                                      | 2                                      |
|         | Totale                          | 2800                                            | 2347                                            | 883                                             | 738                                             | 749                                             | 2714                                            | 2354                                            | 18                                     | 7                                      | 6                                      | 5                                      | 21                                     | 16                                     | 9                                      | 4                                      | 2                                      | 3                                      | 12                                     | 6                                      |

### Coppa nazionali
- Dati aggiornati fino alla stagione 2016-2017.

| Competizione                    | Fase raggiunta       | Partite | Vinte | Paregg. | Perse | Gol fatti | Gol subiti |
| ------------------------------- | -------------------- | ------- | ----- | ------- | ----- | --------- | ---------- |
| Coppa Italia                    | Quarto turno         | 17      | 10    | 1       | 8     | 34        | 32         |
| Coppa Italia Semiprofessionisti | Quarti di finale     | 40      | 11    | 19      | 10    | 38        | 31         |
| Coppa Italia Serie C            | Ottavi di finale     | 56      | 7     | 20      | 29    | 46        | 56         |
| Coppa Italia Lega Pro           | Terzo turno          | 11      | 6     | 1       | 4     | 13        | 10         |
| Coppa Italia Dilettanti         | Quarto Turno         | 23      | 9     | 6       | 8     | 32        | 24         |
| Coppa Italia Serie D            | Sedicesimi di finale | 24      | 10    | 5       | 9     | 37        | 31         |
| altre competizioni              |                      |         |       |         |       |           |            |
| Coppa Arpinati                  | ?                    | ?       | ?     | ?       | ?     | ?         | ?          |

### Partite-record della squadra

#### Serie B
| In casa - Vittoria con il massimo scarto: 14/9/2013: Trapani-Reggina 4-0 (4ª g. 2013-2014) 7/11/2015: Trapani-Spezia 5-1 (12ª g. 2015-2016) - Sconfitta con il massimo scarto: 17/10/2015: Trapani-Pescara 0-3 (8ª g. 2015-2016) 16/12/2016: Trapani-Frosinone 1-4 (19ª g. 2016-2017) - Pareggio con il massimo numero di goal: 2/10/2013: Trapani-Pescara 2-2 (2ª g. 2013-2014) 23/10/2014: Trapani-Entella 2-2 (5ª g. 2014-2015) 16/11/2014: Trapani-Catania 2-2 (14ª g. 2014-2015) 12/12/2014: Trapani-Perugia 2-2 (14ª g. 2014-2015) 8/2/2015: Trapani-Como 2-2 (25ª g. 2015-2016) 5/3/2015: Trapani-Cagliari 2-2 (30ª g. 2015-2016) 17/10/2016: Trapani-Ternana 2-2 (9ª g. 2016-2017) | In trasferta - Vittoria con il massimo scarto: 30/1/2016: Lanciano-Trapani 0-3 (24ª g. 2015-2016) 9/4/2016: Modena-Trapani 1-4 (35ª g. 2015-2016) - Sconfitta con il massimo scarto: 12/10/2014: Livorno-Trapani 6-0 (8ª g. 2014-2015) - Pareggio con il massimo numero di goal: 29/12/2013: Brescia-Trapani 3-3 (21ª g. 2013-2014) 13/5/2014: Avellino-Trapani 3-3 (39ª g. 2013-2014) |

#### 3º Livello[Nota 1]
| In casa - Vittoria con il massimo scarto: 2/11/1947: Drepanum-Gioiese 5–0 (1ª g. 1947-1948) 28/2/1960: Trapani-Reggina 5–0 (21ª g. 1959-1960) 28/5/1967: Trapani-Trani 6–1 (34ª g. 1966-1967) - Sconfitta con il massimo scarto: 10/1/1943: Juventus Trapani-Catania 0–5 (10ª g. 1942-1943) 6/1/1974: Trapani-Matera 0–5 (16ª g. 1973-1974) - Pareggio con il massimo numero di goal: 1/1/1950: Trapani-Reggina 3–3 (15ª g. 1949-1950) 16/1/1977: Trapani-Cosenza 3–3 (18ª g. 1976-1977) 6/5/2012: Trapani-Bassano 3–3 (34ª g. 2011-2012) 23/10/2017: Trapani-Catanzaro 3–3 (10ª g. 2017-2018) | In trasferta - Vittoria con il massimo scarto: 18/12/2011: Bassano-Trapani 0–7 (17ª g. 2011-2012) - Sconfitta con il massimo scarto: 26/2/1933: Catania-Juventus Trapani 6–0 (15ª g. 1932-1933) 14/3/1948: Messina-Drepanum 6–0 (20ª g. 1947-1948) - Pareggio con il massimo numero di goal: 11/11/2017: Matera-Trapani 3–3 (13ª g. 2017-2018) |

1. ↑  3º Livello: Prima Divisione, Serie C, Serie C1, Lega Pro Prima Divisione

## Statistiche individuali
1. Antonino Barraco - 81 (1990-1995, 2003-2004)[2]
2. Matteo Mancosu - 55 (2012-2015)
3. Aristide Zucchinali - 47 (1957-1962)
4. Luigi Soffrido - 44 (1952-1957)
5. Giuseppe Carbonaro - 44 (2007-2009)
6. Attilio Curto - 43 (1947-1951)
7. Gaetano Capizzi - 40  (1991-1995)
8. Giuseppe Madonia - 39 (2010-2014)
9. Francesco Merendino - 38 (1957-1966)
10. Giuseppe Perrone - 36 (2009-2012)
11. Pietro Lazzarino - 34 (1950-1956)
12. Giovanni Abate - 32 (2011-2015)
13. Bruno Nardi - 30 (1959-1961; 1965-1968)

- N.B.: nel conteggio sono compresi i campionati (stagione regolare, play-off, play-out e finali) e le coppe nazionali.

- Luca Pagliarulo - 364 (2010-2020 e 2021-2022)
- Vincenzo De Francisci - 344 (1970-1980)
- Nicola Celano - 258 (1970-1974, 1975-1976, 1980-1983)
- Benito Zanellato - 255 (1960-1968)
- Antonino Morana - 253 (1959-1962, 1963-1973)
- Natale Picano - 235 (1971-1972, 1973-1978, 1987-1988)
- Renato De Togni - 218 (1962-1970)
- Vito Incrivaglia - 214 + dati mancanti Coppa Italia Serie D 2003/2004  (1991-1993, 1994-1998 e 2003-2004)
- Francesco Merendino - 211 (1957-1966)
- Antonino Barraco - 201 + dati mancanti Coppa Italia Serie D 2003/2004 (1990-1995 e 2003-2004)
- Giovanni Guaiana - 196 (1985-1986, 1987-1989, 1990-2000 e 2007-2008)

- N.B.: nel conteggio sono compresi i campionati (stagione regolare, play-off, play-out e finali) e le coppe nazionali.

- Giovanni Guaiana - 14 (1985-1986, 1987-1989, 1990-2000 e 2007-2008)
- Antonino Morana - 13 (1959-1962, 1963-1973)
- Vito Bertini - 11 (1930-1932, 1933-1934, 1935-1936, 1937-1941, 1943-1945 e 1946-1947)
- Luca Pagliarulo - 11 (2010-2020 e 2021-2022)
- Pietro Firicano - 10 (1962-1971, 1972-1973)
- Domenico Cintura - 10 (1969-1974, 1979-1980, 1981-1985)
- Vincenzo De Francisci - 10 (1970-1980)
- Antonino Daì - 10 (2007-2017)
- Francesco Di Trapani - 9 (1930-1935, 1937-1941)
- Francesco Merendino - 9 (1957-1966)
- Armando Rizzo - 9 (1974-1976, 1977-1984)
- Carmelo "Massimo" Formisano - 9 (1990-1999)

## Calciatori e allenatori stranieri
| Giocatori stranieri - Heinrich Schönfeld (1930-1933) - Romolo Grasso (1932-1933) - Américo Ruffino (1934-1935) - Neivaldo Mozetti (1987-1988) - Stoil Georgiev (1992-1993) - Diagouraga Demba (1998-1999) - Charlibie Christian Okolie (2002-2003 e 2004-2005) - Gnane Luc Edouard Lasmé (2003-2004) - Luis Arcamone (2005-2006) - Frank Domicolo (2007-2012) - Enrique Pla Báez (2008-2009) - Salvatore Gambino (2010-2014) - Fernando Spinelli (2012-2014) - José Ignacio Castillo (2013) - Milan Đurić (2013-2014) - Abdallah Yaisien (2014) - Lys Gomis (2014-2015) - Enis Nadarević (2014-2016) - Pavel Vidanov (2014-2015) - · Cephas Malele (2015) - Tulhão (2015-2017) - Felipe Sodinha (2015-2016) - Nicolas Andrade (2015-2016) - Igor Coronado (2015-2017) - Bruno Petković (2016-2017) - Caio De Cenco (2016-2017) - José Machin (2016-2017) - Mihai Bălașa (2016-2017) - Anton Krešić (2016-2017) - Tiago Casasola (2016-2017) - Santiago Colombatto (2016-2017) - Lamin Jallow (2017) - Stefan Bajic (2017-2018) - Reginaldo (2017-2018) - Anthony Taugourdeau (2017-2020) - Lucas Dambros (2017-2019) - Juan Ramos (2018-2019) - Pedro Costa Ferreira (2018-2019) - João Silva (2018-2020) - M'Bala Nzola (2018-2020) - Nikola Jakimovski (2019-2020) - Jonathan Biabiany (2019-2020) - Fausto Grillo (2019-2020) - Stefan Strandberg (2019-2020) - Mamadou Coulibaly (2020) - Moses Odjer (2020) - Tomasz Kupisz (2020) - Shay Ben David (2020) - Elhan Kastrati (2020) - Filip Piszczek (2020) - Artem Onishchenko (2021) - Said Aiman (2021) - Rafael Muñoz (2021-2022) - Stiven Meti (2021-2022) - Agustín Olivera (2021-2022) - Tanasiy Kosovan (2022-2023) - Manuel González (2022-2023) - Winston Ceesay (2022) - Benjamin Mokulu (2022) - Olger Merkaj (2022) - Moussa Kanoute (2022-2023) - Corgma Ngyir (2022-2023) - Enis Ujkaj (2023-) - Deivi Çipi (2023-2024) - Besmir Balla (2023-2024) - Samake Boubacar (2023-2024) - Oliver Kragl (2023-2024, 2025) - Sekou Tandiang (2023) - Racine Ba (2023-2024) - Nicolás Rizzo (2023) - Linards Liepiņš (2023-2024) - Francisco Sartore (2023-2024) - Giulio Manrrique Antonini (2024) - King Udoh (2024-) - Saber Hraiech (2024-) - Nermin Karić (2024-2025) - Agustín Mársico (2024) - Maguette Fall (2024-2025) - Mamadou Kanoute (2024-2025) - Facundo Lescano (2024-2025) - Dario Daka (2025-) - Abel Stensrud (2025) - Erlend Segberg (2025-) - Easton Ongaro (2025) - Zak Ruggiero (2025-) - Niko Kirwan (2025-) - Federico Vázquez (2025-) - N.B.: in grassetto giocatori ancora presenti in rosa o di proprietà della società. | Allenatori stranieri - Heinrich Schönfeld (1930-1935) - Lajos Politzer (1948-1949) - Ferenc Plemich (1953-1953) - Washington Cacciavillani (1981-1983) |